# Альтернативные теории гравитации
Альтернативными теориями гравитации принято называть теории гравитации, существующие как альтернативы общей теории относительности (ОТО) или существенно (количественно или качественно) изменяющие её. К альтернативным теориям гравитации часто относят вообще любые теории, не совпадающие с общей теорией относительности хотя бы в деталях или как-то обобщающие её. Тем не менее, нередко теории гравитации, особенно квантовые, совпадающие с общей теорией относительности в низкоэнергетическом пределе, «альтернативными» не называют.

## Классификация альтернативных теорий гравитации
В физике XVII—XIX столетий доминирующей теорией гравитации была теория Ньютона. В настоящее время большинство физиков основной теорией гравитации считает общую теорию относительности (ОТО), поскольку весь существующий массив экспериментов и наблюдений согласуется с ней (см. Тесты общей теории относительности). Однако ОТО имеет ряд существенных проблем, что приводит к попыткам модификации ОТО или к представлению новых теорий. Современные теории гравитации можно разбить на следующие основные классы:
1. Метрические теории. Сюда относятся ОТО, релятивистская теория гравитации (РТГ) Логунова, и другие.
2. Неметрические теории наподобие теории Эйнштейна — Картана.
3. Векторные теории.
4. Скалярно-тензорные теории. Такова, в частности, теория Йордана — Бранса — Дике.
5. Теории, альтернативные классической теории Ньютона. Известными теориями являются гравитация Ле-Сажа и модифицированная ньютоновская динамика (МОНД).
6. Теории квантовой гравитации, представленные целой серией разновидностей.
7. Теории объединения различных физических взаимодействий. Здесь можно указать теорию супергравитации и теорию струн.

Теорема Лавлока помогает понять особое положение ОТО среди возможных модифицированных теорий гравитации и указывает возможные способы её обобщения. Общий список теорий гравитации со ссылками приведён ниже.

## Причины создания альтернативных теорий гравитации
Существуют сотни попыток создания идеальной теории гравитации. По мотивации эти попытки попадают в 3 широкие категории:
- Прямые альтернативы общей теории относительности (ОТО), такие как теория Эйнштейна — Картана, скалярно-тензорная теория гравитации (теория Бранса — Дикке), биметрическая теория Розена или релятивистская теория гравитации Логунова;
- Попытки создания квантовой теории гравитации, наиболее известной из которых является петлевая квантовая гравитация;
- Классические единые теории поля, объединяющие гравитацию с электромагнетизмом и, возможно, другими (обычно гипотетическими) силами, например, теория Калуцы-Клейна, теория Шмутцера.

Эта статья описывает лишь прямые альтернативы ОТО, квантовые теории гравитации являются предметом статьи «Квантовая гравитация», единые теории поля описаны в одноимённой статье, как и попытки создания теории всего.
Поводы для создания теорий гравитации изменялись со временем, исторически первыми из них были попытки объяснить движение планет (с этим успешно справилась Ньютоновская гравитация) и спутников, в частности, Луны. Затем наступило время комбинированных теорий гравитации и света, опиравшихся на концепцию эфира или корпускулярную теорию света, как пример можно назвать теорию гравитации Фатио-Лесажа. После того, как вся физика поменяла свой характер после создания специальной теории относительности, возникла необходимость соединить последнюю с гравитационными силами. В это же время экспериментальная физика дошла в своём развитии до проверки оснований теории относительности и гравитации: лоренц-инвариантности, гравитационного отклонения света и эквивалентности инертной и гравитационной массы (эксперимент Этвёша). Эти эксперименты и другие соображения привели в конце концов к общей теории относительности.
После этого мотивация резко сменила характер. Гравитация ушла из основного фокуса приложения сил для развития физики — им стало развитие квантовой механики и квантовой теории поля, вдохновлённое открытиями в атомной, ядерной физике и физике элементарных частиц. Соединение квантовой механики даже со специальной теорией относительности оказалось столь сложным, что квантовая теория поля до сих пор не представляет собой сколь-нибудь законченной отрасли физического знания. Попытки же сочетать принципы квантовой механики с общей теорией относительности не могут быть признаны полностью успешными и описываются в статье «квантовая гравитация».
После создания ОТО предпринимались попытки как улучшить ранние теории, так и разработать новые, учитывающие новые концепции. Использовались различные подходы, например, добавление к ОТО учёта спина, введение расширения Вселенной в рамки основного (невозмущённого) пространства теории, требование отсутствия сингулярностей.
Экспериментальная техника достигала новых высот и выдвигала всё более жёсткие ограничения на теории гравитации. Многие подходы, разработанные вскоре после создания ОТО, были опровергнуты, и общая тенденция носит характер разработки всё более общих форм теорий гравитации, достигших в конце концов известного совершенства в том смысле, что каково бы ни было обнаруженное экспериментально
отклонение от ОТО, найдётся теория, его описывающая.
К 1980-м гг. всё возрастающая точность экспериментов привела к полному отклонению всех теорий гравитации, за исключением того их класса, который включает ОТО как предельный случай. Эти же теории могут быть отклонены на основании принципа «бритвы Оккама» до тех пор, пока не будут надёжно обнаружены и подтверждены экспериментально отклонения от предсказаний ОТО. Вскоре физики-теоретики увлеклись струнными теориями, которые выглядели весьма многообещающе. В середине 1980-х гг. несколько экспериментов якобы обнаружили отклонения от ОТО на малых расстояниях (от сотен метров и ниже), которые назвали проявлениями «пятой силы». Следствием явился кратковременный всплеск активности в струнных теориях гравитации, но эти экспериментальные результаты в последующем не нашли подтверждения (в настоящее время ньютоновский характер сил гравитационного притяжения проверен вплоть до шкалы масштабов в десятки микрометров — 2009 год).
Новые попытки разработать альтернативные теории гравитации почти исключительно вдохновляются космологическими причинами, ассоциированными с такими концепциями, как «инфляция», «тёмная материя» и «тёмная энергия», или заменяющими их. Основной идеей при этом является согласие современной гравитации с гравитационным взаимодействием в ОТО, но при предполагаемом сильном отклонении от него в ранней Вселенной. Изучение аномалии Пионеров в последнее время также вызвало всплеск интереса к альтернативам ОТО, но фиксируемое отклонение, вероятно, слишком велико, чтобы его можно было объяснить с позиций любой из этих новейших теорий.

## Обозначения
См. тензорный анализ, дифференциальная геометрия, математические основы общей теории относительности.
Латинские индексы пробегают значения от 1 до 3, греческие — от 0 до 3. Временной индекс, как правило, 0. Используется соглашение Эйнштейна для суммирования по повторяющимся ко- и контравариантным
индексам.
{\displaystyle \eta _{\mu \nu }\;} — метрика Минковского, {\displaystyle g_{\mu \nu }\;} — тензор, обычно метрический тензор. Сигнатура метрики {\displaystyle (-,+,+,+)\;.}
Ковариантная производная записывается как {\displaystyle \partial _{\mu }\varphi \;} или как {\displaystyle \varphi _{;\mu }\;.}

## Ранние теории, 1686—1916
Основной источник: Пайс (1989).
Ранние теории гравитации, под которыми подразумеваются все теории, разработанные до ОТО, включают в себя теорию Ньютона (1686), её разнообразные модификации (в частности, Клеро и Хилла), а затем релятивистские теории: теорию Пуанкаре (1905), Эйнштейна (1912a & b), Эйнштейна-Гроссмана (1913), Нордстрёма (1912, 1913) и Эйнштейна-Фоккера (1914).

### Теория Ньютона (1686)
В теории Ньютона (1686), переписанной в современных терминах, поле плотности массы {\displaystyle \rho } генерирует скалярное поле гравитационного потенциала {\displaystyle \varphi } следующим образом (с точностью до постоянной):
{\displaystyle \Delta \varphi =4\pi G\rho }, где {\displaystyle \Delta \varphi =\nabla ^{2}\varphi =\operatorname {div} \operatorname {grad} \varphi }, {\displaystyle G} — гравитационная постоянная, {\displaystyle \Delta } — оператор Лапласа, квадрат наблы — скалярный.
В частности, для сферически-симметричной массы {\displaystyle M} (включая точечную), скалярное поле вне её, принимая потенциал на бесконечности равным нулю, равно
{\displaystyle \varphi =-G{M \over r}}, где {\displaystyle r} — расстояние от данной точки до центра симметрии.
Скалярное поле, в свою очередь, влияет на траекторию свободно движущейся частицы так:
{\displaystyle {d^{2}x^{j} \over dt^{2}}+{\partial \varphi  \over \partial x^{j}}=0} или {\displaystyle {\ddot {x}}+\operatorname {grad} \varphi =0}.
Потенциальная энергия точечной массы равна:
{\displaystyle P=\varphi M}, где {\displaystyle P} — потенциальная энергия, {\displaystyle M} — величина массы.
Иногда используется формализм с положительным потенциалом, тяготеющие массы в этом случае образуют «потенциальные горбы», а не «ямы», линии градиента потенциала не исходят из тяготеющих масс, а, наоборот, входят в них. В прежних обозначениях:
связь поля потенциала с полем плотности массы: {\displaystyle \Delta \varphi =\nabla ^{2}\varphi =\operatorname {div} \operatorname {grad} \varphi =-4\pi G\rho },
случай сферически-симметричной массы: {\displaystyle \varphi =G{M \over r}},
воздействие на материальную точку: {\displaystyle {d^{2}x^{j} \over dt^{2}}={\partial \varphi  \over \partial x^{j}}} или {\displaystyle {\ddot {x}}=\operatorname {grad} \varphi },
потенциальная энергия {\displaystyle P=-\varphi M}.
Теория Ньютона и её переформулированный Лагранжем вариант (с введением вариационного принципа), никак не объясняют физический механизм тяготения и, естественно, не принимают во внимание релятивистские эффекты. Поэтому ньютоновская модель сейчас не может рассматриваться как приемлемая теория гравитации. Тем не менее, теория Ньютона как теория, с большой точностью подтверждённая экспериментами, согласно принципу соответствия, должна воспроизводиться любой теорией гравитации как предел при слабом гравитационном поле и малых скоростях движения тел.

### Механические модели (1650—1900)
Ньютон на вопрос о причинах тяготения отвечал: «Гипотез не измышляю». Его последователи не были столь щепетильны в данном вопросе и выдвинули множество механических версий объяснения тяготения. Из модификаций ньютоновской теории выделяется теория Лесажа (корпускулярная модель) и её модификации. Пуанкаре (1908) сравнил все известные к тому времени теории и пришёл к выводу, что только теория Ньютона корректна. Остальные модели предсказывают очень большие сверхсветовые скорости гравитационного взаимодействия, что в свою очередь должно было бы приводить к очень быстрому разогреву Земли вследствие столкновений её частиц с частицами, вызывающими гравитационное притяжение тел, чего не наблюдается.
Вот краткий список этих теорий:
- Рене Декарт (1644) и Христиан Гюйгенс (1690) привлекали для объяснения гравитации вихри корпускул, заполняющих всё пустое пространство.
- Роберт Гук (1671) и Джеймс Чэллис (1869) предполагали, что каждое тело излучает волны, которые приводят к притяжению им других тел. Никола Фатио де Дюилье (Nicolas Fatio de Duillier) (1690) и Жорж-Луи Ле Саж (Georges-Louis Le Sage) (1748) предложили корпускулярную модель, использующую эффект затенения одного тела другим от потоков корпускул, которые прибывают постоянно со всех сторон (теория гравитации Лесажа). Позднее подобная модель была разработана Хендриком Антоном Лоренцем, однако вместо корпускул он использовал электромагнитные волны.
- Исаак Ньютон (1675) и Риман (1853) утверждали, что притяжение тел является следствием взаимодействия с потоками эфира.
- Ньютон (1717) и Леонард Эйлер (1760) предложили модель, согласно которой эфир возле тел становится разреженным, что приводит к силе, направленной к телу.
- Кельвин (1871) предложил пульсационную модель гравитации и электромагнетизма.

Отклонения в движении небесных тел от рассчитанных по ньютоновской теории приводили к рассмотрению законов тяготения, отличных от ньютоновых. Так например, для объяснения отклонений в движении Луны одно время применялась формула Клеро
{\displaystyle F=m_{1}m_{2}\left({\frac {G}{r^{2}}}+{\frac {H}{r^{4}}}\right)\,,}
а затем Хилла (она же, но с другими параметрами, не совпадающими с лунными, использовалась С. Ньюкомом (1895) при разработке теории движения внутренних планет Солнечной системы и составлении Солнечных таблиц, через которые затем была определена эфемеридная секунда)
{\displaystyle F=G{\frac {m_{1}m_{2}}{r^{2+\delta }}}\,,\quad |\delta |\ll 1\,.}
По мере развития небесной механики выяснилось, что эти отклонения не требуют модификации теории тяготения, а вызываются другими причинами.
В настоящее время существуют также разнообразные «вихревые» и «эфиродинамические» теории гравитации, а иногда и электромагнетизма (развиваемые В. А. Ацюковским, Воронковым, Леоновым, Рыковым и другими авторами). К ним можно приложить в основном всё те же возражения Пуанкаре, поэтому большинство учёных считают такие попытки в настоящее время относящимися к псевдонаучным.

### Электрические модели (1870—1900)
Конец XIX столетия ознаменовался распространением теорий тяготения, связанных с полученными законами электромагнитного взаимодействия, таких как законы Вебера, Гаусса, Римана и Максвелла. Эти модели должны были объяснить единственный аномальный результат небесной механики: рассогласование в вычисляемом и наблюдаемом движении перигелия Меркурия. В 1890 году Леви удалось получить стабильные орбиты и нужную величину сдвига перигелия путём комбинации законов Вебера и Римана. Другая успешная попытка была предпринята П. Гербером в 1898 году. Тем не менее, так как исходные электродинамические потенциалы оказались неверными (например, закон Вебера не вошёл в окончательную теорию электромагнетизма Максвелла), эти гипотезы были отвергнуты как произвольные. Некоторые другие попытки, которые уже использовали теорию Максвелла, (например, теория Х. Лоренца 1900 года) давали слишком малую прецессию.

### Лоренц-инвариантные модели (1905—1910)
Около 1904—1905 годов работы Х. Лоренца, А. Пуанкаре и А. Эйнштейна заложили фундамент специальной теории относительности, исключив возможность распространения любых взаимодействий быстрее, чем со скоростью света. Таким образом, встала задача заменить ньютоновский закон гравитации на другой, совместимый с принципом относительности, но дающий при малых скоростях и гравитационных полях почти ньютоновские эффекты. Такие попытки были сделаны А. Пуанкаре (1905 и 1906), Г. Минковским (1908) и А. Зоммерфельдом (1910). Однако все рассмотренные модели давали слишком малую величину сдвига перигелия. В 1907 году Эйнштейн пришёл к выводу, что для описания гравитационного поля необходимо обобщить тогдашнюю теорию относительности, сейчас называемую специальной. От 1907 по 1915 год Эйнштейн последовательно шёл к новой теории, используя в качестве путеводного свой принцип относительности.

### Эйнштейн (1912), Эйнштейн и Гроссман (1913)
Публикация Эйнштейна 1912 года (в двух частях) важна лишь в историческом плане. К тому времени он знал о гравитационном красном смещении и об отклонении света. Эйнштейн понимал, что преобразования Лоренца в общем случае неверны в присутствии гравитационного поля, но применил их как эвристический приём. Данная теория утверждала, что скорость света является постоянной величиной в свободном от материи пространстве, но изменяется в присутствии материальных тел, создавая этим гравитационный эффект. Теория ограничивалась стационарными гравитационными полями и включала в себя принцип наименьшего действия:
{\displaystyle \delta \int ds=0\,,\qquad ds^{2}=\eta _{\mu \nu }dx^{\mu }dx^{\nu }\,,\quad \eta _{\mu \nu }=diag\{-c^{2}(x^{i}),1,1,1\}.}
Затем Эйнштейн и Гроссман (1913) уже использовали псевдориманову геометрию и тензорный анализ:
{\displaystyle \delta \int ds=0\,,\qquad ds^{2}=g_{\mu \nu }dx^{\mu }dx^{\nu }\,.}
В их работе уравнения электродинамики уже точно совпадали с уравнениями в ОТО. Кроме того, использовалось дополнительное уравнение (не всегда верное в ОТО)
{\displaystyle T^{\mu \nu }=\kappa \rho {dx^{\mu } \over ds}{dx^{\nu } \over ds}\,,}
выражающее тензор энергии-импульса как функцию плотности материи. 

### Две теории Нордстрёма (1912), (1913)
Первый подход Нордстрёма (1912) состоял в попытке сохранить метрику Минковского и постоянство скорости света {\displaystyle c} путём введения зависимости массы от потенциала гравитационного поля {\displaystyle \varphi \,.} Предположив, что {\displaystyle \varphi } удовлетворяет уравнению
{\displaystyle \Box \varphi =\rho \,,}
где {\displaystyle \rho } представляет собой плотность энергии массы покоя, а {\displaystyle \Box } — даламбертиан, и введя зависимость
{\displaystyle m=m_{0}\exp(\phi /c^{2})\,,}
Нордстрём предложил следующее уравнение
{\displaystyle -{\partial \varphi  \over \partial x^{\mu }}={\dot {u}}_{\mu }+{u_{\mu } \over c^{2}{\dot {\varphi }}}\,,}
где {\displaystyle u} — 4-скорость, а точка обозначает дифференцирование по времени.
Вторая попытка Нордстрёма (1913) вошла в историю как первая внутренне непротиворечивая релятивистская полевая теория гравитации. Из вариационного принципа (отметим, что используются обозначения Пайса (1989), а не Нордстрёма):
{\displaystyle \delta \int \psi ds=0\,,}
{\displaystyle ds^{2}=\eta _{\mu \nu }dx^{\mu }dx^{\nu }\,,}
где {\displaystyle \psi } — скалярное поле, в этой теории следовали
следующие уравнения движения
{\displaystyle -{\partial T^{\mu \nu } \over \partial x^{\nu }}=T{1 \over \psi }{\partial \psi  \over \partial x_{\mu }}\,.}
Эта теория была лоренц-инвариантной, содержала законы сохранения, корректно воспроизводила ньютоновский предел и удовлетворяла слабому принципу эквивалентности.

### Абрагам (1914)
Примерно в это же время Абрагам развивал альтернативную модель, в которой скорость света зависела от гравитационного потенциала. Обзор Абрагама (1914) различных гравитационных моделей известен как один из лучших в своей области, однако его собственная модель не выдержала критики.

### Эйнштейн и Фоккер (1914)
Эта теория была первой попыткой сформулировать явно общековариантную теорию гравитации. Записав
{\displaystyle \delta \int \psi ds=0\,,}
{\displaystyle ds^{2}=g_{\mu \nu }dx^{\mu }dx^{\nu }\,,}
{\displaystyle g_{\mu \nu }=\psi ^{2}\eta _{\mu \nu }\,,}
Эйнштейн и Фоккер показали тождественность построения Эйнштейна-Гроссмана (1913) и Нордстрёма (1913). Дополнительное уравнение гравитационного поля было постулировано в следующей форме:
{\displaystyle T\,\propto \,R,}
то есть след тензора энергии-импульса пропорционален скалярной кривизне пространства-времени.

### Общая теория относительности
Теория Эйнштейна, содержащаяся в двух работах 1916 и 1917 года, — это то, что называется сейчас общей теорией относительности. Полностью отказавшись от метрики Минковского, Эйнштейн получил:
{\displaystyle \delta \int \psi ds=0\,,}
{\displaystyle ds^{2}=g_{\mu \nu }dx^{\mu }dx^{\nu }\,,}
{\displaystyle R_{\mu \nu }=8\pi G(T_{\mu \nu }-g_{\mu \nu }T/2)\,,}
что может быть также записано как
{\displaystyle T^{\mu \nu }={1 \over 8\pi G}(R^{\mu \nu }-g^{\mu \nu }R/2)\,.}
Пятью днями ранее Эйнштейна Гильберт отослал в печать работу «Основания физики», содержащую по существу те же уравнения, но выведенные из вариационного принципа применительно к электродинамике Ми. Вопросам приоритета посвящена часть отдельной статьи «Вопросы приоритета в теории относительности». Гильберт первым записал правильное действие Эйнштейна-Гильберта для ОТО:
{\displaystyle S={1 \over 16\pi G}\int R{\sqrt {-g}}d^{4}x+S_{m}\,,}
где {\displaystyle G} — гравитационная постоянная Ньютона, {\displaystyle R=R_{\mu }^{\mu }} — скалярная кривизна (скаляр Риччи) пространства-времени, {\displaystyle g=|g_{\mu \nu }|} — определитель матрицы компонентов метрического тензора, а {\displaystyle S_{m}} — действие негравитационных полей (массивных частиц, электромагнитного поля и так далее).
ОТО является тензорной теорией, так как все её уравнения содержат только тензорные величины. Теории Нордстёма, с другой стороны, являются скалярными, так как гравитационное поле в них является скаляром. Далее будут рассмотрены также скалярно-тензорные теории, которые содержат дополнительно к тензорам ОТО также скалярные величины (одну или несколько), а также другие распространённые в настоящее время варианты, содержащие векторные поля.

## Теории с 1917 до 1980-х гг
Основные источники: Уилл (1986), Уилл (2006). См. также Ни (1972), Тредер (1973), Ланг (2002), Турышев (2007).
Эта часть включает в себя обзор альтернатив ОТО, разработанных после неё, но до обнаружения особенностей дифференциального вращения галактик, приведшего к гипотезе существования тёмной материи.
Они включают в себя теории (перечисление в хронологическом порядке, гиперссылки ведут в соответствующие части настоящей статьи):
Уайтхеда (1922), Картана (1922, 1923), Фирца и Паули (1939), Биркгофа (Birkhov) (1943), Милна (1948), Тири (Thiry) (1948), Папапетру (1954a, 1954b), Литтлвуда (1953), Йордана (1955), Бергмана (1956), Белинфанте и Цвайгарта (1957), Йилмаза (Yilmaz) (1958, 1973), Бранса и Дикке (1961), Уитроу и Мордука (Whitrow & Morduch) (1960, 1965), Кустаанхеймо (1966), Кустаанхеймо и Нуотио (1967), Дезера и Лорена (1968), Пэйджа и Таппера (1968), Бергмана (1968), Боллини-Джамбини-Тиомно (Bollini-Giambini-Tiomno) (1970), Нордведта (1970), Вагонера (1970), Розена (1971, 1975, 1975), Ни (1972, 1973), Уилла и Нордведта (1972), Хеллингса и Нордведта (1973), Лайтмана и Ли (1973), Ли-Лайтмана-Ни (1974), Бекенштейна (1977), Баркера (1978), Рэстолла (1979).
Эти теории в основном не включают в себя космологической константы, добавление её или квинтэссенции рассматривается в разделе новейших теорий (см. также действие Эйнштейна-Гильберта). Также они не включают, если не оговорено специально, дополнительных скалярных или векторных потенциалов, по той простой причине, что эти потенциалы и космологическая постоянная не рассматривались как необходимые до открытия ускорения расширения Вселенной путём наблюдений за дальними сверхновыми.

### Классификация теорий гравитации
Теории гравитации могут быть с известной долей приближения разделены на несколько категорий. Большинство теорий обладают:
- 'действием' (см. принцип наименьшего действия — вариационный принцип, основанный на концепции действия);
- лагранжевой плотностью;
- метрикой.

Если теория обладает лагранжевой плотностью, например, {\displaystyle L\,,} то действие {\displaystyle S} является интегралом от неё по пространству-времени
{\displaystyle S\,\propto \,\int {\sqrt {-g}}Ld^{4}x\,.}
В этом уравнении обычно, хотя и не обязательно, переходят к координатам, в которых {\displaystyle g=-1\,.}
Почти все состоятельные теории гравитации обладают действием. Это единственный известный способ автоматически обеспечить включение в теорию законов сохранения энергии, импульса и момента импульса (хотя можно легко сконструировать такое действие, которое будет нарушать законы сохранения). Оригинальная версия модифицированной ньютоновской динамики (МОНД) 1983 года не имела действия.
Несколько теорий обладают действием, но не имеют лагранжевой плотности. Хорошим примером является теория Уайтхеда (1922), действие которой является нелокальным.
Теория гравитации является метрической теорией только в том случае, если она допускает математическое выражение в виде, удовлетворяющем следующим двум положениям:
- Условие 1. Существует метрический тензор {\displaystyle g_{\mu \nu }} сигнатуры {\displaystyle (-,+,+,+)} (или, что несущественно {\displaystyle (+,-,-,-)}), который выражает измерения собственного времени и собственной длины обычным для теории относительности способом:

{\displaystyle ds^{2}=g_{\mu \nu }dx^{\mu }dx^{\nu }\,.}
- Условие 2. Материя и поля, подвергающиеся действию гравитационного поля, движутся в соответствии с уравнением

{\displaystyle \nabla \cdot T=0\,,}
где {\displaystyle T} — тензор энергии-импульса всей материи и негравитационных полей, а {\displaystyle \nabla } — ковариантная производная, соответствующая метрике.
Любая теория гравитации с несимметричной метрикой {\displaystyle g_{\mu \nu }\neq g_{\nu \mu }} — явно не метрическая теория, но любая метрическая теория может быть переформулирована так, чтобы условия 1 и 2 нарушались в новой формулировке.
Метрические теории включают в себя (от простых к сложным):
- Скалярные теории (среди них конформно-плоские теории и стратифицированные теории с конформно-полоскими пространственными сечениями)
  - Нордстрёма, Эйнштейна-Фоккера, Whitrow-Morduch, Литтлвуда, Бергмана, Пэйджа-Таппера, Эйнштейна (1912), Розена (1971), Папапетру, Ни, Yilmaz, [Кольмана], Ли-Лайтмана-Ни;
- Биметрические теории
  - Розена (1975), Рэстолла, Лайтмана-Ли;
- Квазилинейные теории (среди них линейные теории с фиксированной калибровкой)
  - Уайтхеда, Дезера-Лорена, Боллини-Джамбини-Тиомно (Bollini-Giambini-Tiomno);
- Тензорные теории
  - Эйнштейна (1915) — ОТО;
- Скалярно-тензорные теории
  - Тири (Thiry), Йордана, Бранса-Дикке, Бергмана, Вагонера, Нордведта, Бекенштейна;
- Векторно-тензорные теории
  - Уилла-Нордведта, Хеллингса-Нордведта;
- Другие метрические теории

(см. также часть Современные теории)
Неметрические теории включают теорию Картана, Белинфанте-Цвайгарта и некоторые другие.
Здесь необходимо сказать несколько слов о принципе Маха, так как многие из этих теорий опираются или мотивированы им, например, теория Эйнштейна-Гроссмана (1913), Уайтхеда (1922), Бранса-Дикке (1961). О принципе Маха можно думать как о промежуточном этапе между ньютоновскими и эйнштейновскими идеями:
- Ньютон: Выделенная система отсчёта связана с абсолютным пространством и временем.
- Мах: Выделенная система отсчёта связана с распределением материи во Вселенной.
- Эйнштейн: Не существует выделенной системы отсчёта.

До настоящего времени все попытки обнаружить экспериментальные следствия принципа Маха не были успешными, но полностью он отклонён быть не может.

### Скалярные теории
Многие теории, в частности Литтлвуда (1953), Бергмана (1956), Yilmaz (1958), Уитроу и Мордука (Whitrow and Morduch) (1960, 1965) и Пэйджа-Таппера (1968), могут быть выведены единообразно способом, данным Пэйджем и Таппером.
Согласно Пэйджу и Тапперу (1968), рассмотревшим все упомянутые в предыдущем параграфе теории, кроме теории Нордстрёма (1913), общая скалярная теория гравитации имеет уравнения движения точечных масс, выводимые из принципа наименьшего действия следующего вида:
{\displaystyle \delta \int f(\varphi /c^{2})ds=0\,,}
где скалярное поле для статического точечного источника будет
{\displaystyle \varphi =GM/r\,,}
а {\displaystyle c} может зависеть или не зависеть от {\displaystyle \varphi \,.} Функции {\displaystyle f(\varphi /c^{2})} имеют следующий вид:
- у Нордстрёма (1912)

{\displaystyle f(\varphi /c^{2})=\exp(-\varphi /c^{2})\,,\qquad c=c_{\infty }\,;}
- у Литтлвуда (1953) и Бергмана (1956)

{\displaystyle f(\varphi /c^{2})=\exp(-\varphi /c^{2}-(\varphi /c^{2})^{2}/2)\,,\qquad c=c_{\infty }\,;}
- у Уитроу и Мордука (Whitrow and Morduch) (1960)

{\displaystyle f(\varphi /c^{2})=1\,,\qquad c^{2}=c_{\infty }^{2}-2\varphi \,;}
- у Уитроу и Мордука (Whitrow and Morduch) (1965)

{\displaystyle f(\varphi /c^{2})=\exp(-\varphi /c^{2})\,,\qquad c^{2}=c_{\infty }^{2}-2\varphi \,;}
- у Пэйджа и Таппера (1968)

{\displaystyle f(\varphi /c^{2})=\varphi /c^{2}+\alpha (\varphi /c^{2})^{2}\,,\qquad c_{\infty }^{2}/c^{2}=1+4(\varphi /c_{\infty }^{2})+(15+2\alpha )(\varphi /c_{\infty }^{2})^{2}\,.}
Также Пэйдж и Таппер (1968) добились согласия с теорией Yilmaz (1958) вплоть до второго порядка (см. также Теория гравитации Yilmaz) при {\displaystyle \alpha =-7/2\,.}
Гравитационное отклонение света в скалярных теориях должно быть равно нулю, если только скорость света является постоянной величиной. Так как переменность скорости света и нулевое его отклонение противоречат экспериментальным данным, перспектива появления жизнеспособной скалярной теории гравитации выглядит весьма мрачно. Более того, если параметры скалярной теории подогнать так, чтобы получить правильное отклонение света, чаще всего будет неверным гравитационное красное смещение.
Ни (1972) рассмотрел некоторые из скалярных теорий и выдвинул ещё две. В первой априорное пространство-время Минковского и универсальная временная координата совместно с обычной материей и негравитационными полями создаёт скалярное поле. Это скалярное поле действует вместе со всеми остальными как источник для метрики.
Соответствующее действие (Мизнер-Торн-Уилер (1973) дают его без члена {\displaystyle \varphi R}):
{\displaystyle S={1 \over 16\pi G}\int d^{4}x{\sqrt {-g}}L_{\varphi }+S_{m}\,,}
{\displaystyle L_{\varphi }=\varphi R-2g^{\mu \nu }\partial _{\mu }\varphi \partial _{\nu }\phi \,,}
где {\displaystyle S_{m}} — действие материи.
Уравнение на скалярное поле:
{\displaystyle \Box \varphi =4\pi T^{\mu \nu }[\eta _{\mu \nu }e^{-2\varphi }+(e^{2\varphi }+e^{-2\varphi })\partial _{\mu }t\partial _{\nu }t]\,,}
где {\displaystyle t} — универсальная временная координата. Эта теория самосогласованна и полна, но движение Солнечной системы как целого относительно среднего распределения массы во Вселенной приводит к существенному различию её предсказаний с экспериментальными данными.
Во второй теории Ни (1972) есть две произвольные функции {\displaystyle f(\varphi )} и {\displaystyle k(\varphi )\,,} которые определяют метрику:
{\displaystyle ds^{2}=e^{-2f(\varphi )}dt^{2}-e^{2f(\varphi )}[dx^{2}+dy^{2}+dz^{2}]\,,}
{\displaystyle \eta ^{\mu \nu }\partial _{\mu }\partial _{\nu }\varphi =4\pi \rho ^{*}k(\varphi )\,.}
Ни (1972) упоминает теорию Розена (1971) как теорию, сводящуюся к двум скалярным полям {\displaystyle \varphi } и {\displaystyle \psi }, которые определяют метрику так:
{\displaystyle ds^{2}=\varphi ^{2}dt^{2}-\psi ^{2}[dx^{2}+dy^{2}+dz^{2}]\,.}
В теории Папапетру (1954a) гравитационная часть лагранжиана имеет вид:
{\displaystyle L_{\varphi }=e^{\varphi }(\textstyle {\frac {1}{2}}e^{-\varphi }\partial _{\alpha }\varphi \partial _{\alpha }\varphi +\textstyle {\frac {3}{2}}e^{\varphi }\partial _{0}\varphi \partial _{0}\varphi )\,.}
Позже Папапетру (1954b) вводит второе скалярное поле {\displaystyle \chi }. Тогда гравитационный лагранжиан будет:
{\displaystyle L_{\varphi }=e^{(3\varphi +\chi )/2}(-\textstyle {\frac {1}{2}}e^{-\varphi }\partial _{\alpha }\varphi \partial _{\alpha }\varphi -e^{-\varphi }\partial _{\alpha }\varphi \partial _{\chi }\varphi +\textstyle {\frac {3}{2}}e^{-\chi }\partial _{0}\varphi \partial _{0}\varphi )\,.}

### Биметрические теории
Биметрические теории содержат обычный метрический тензор и метрику Минковского (или метрику постоянной кривизны, или другую «фоновую» метрику), а также могут включать в себя другие скалярные и векторные поля.
Действие в биметрической теории Розена (1973, 1975) имеет вид:
{\displaystyle S={1 \over 64\pi G}\int d^{4}x{\sqrt {-\eta }}\eta ^{\mu \nu }g^{\alpha \beta }g^{\gamma \delta }(g_{\alpha \gamma |\mu }g_{\alpha \delta |\nu }-\textstyle {\frac {1}{2}}g_{\alpha \beta |\mu }g_{\gamma \delta |\nu })+S_{m}\,,}
где вертикальная линия "|" обозначает ковариантную производную, согласованную с метрикой {\displaystyle \eta \,.} Полевые уравнения можно записать в виде:
{\displaystyle \Box _{\eta }g_{\mu \nu }-g^{\alpha \beta }\eta ^{\gamma \delta }g_{\mu \alpha |\gamma }g_{\nu \beta |\delta }=-16\pi G{\sqrt {g/\eta }}(T_{\mu \nu }-\textstyle {\frac {1}{2}}g_{\mu \nu }T)\,.}
Лайтман и Ли (1973) разработали метрическую теорию на основе неметрической теории Белинфанте и Цвайгарта (1957a, 1957b) — она известна как теория БЦЛЛ (англ. BSLL theory). В ней вводится тензорное поле {\displaystyle B_{\mu \nu }} {\displaystyle (B=B_{\mu \nu }\eta ^{\mu \nu })}
и две постоянные {\displaystyle a} и {\displaystyle f\,,} так что действие имеет вид:
{\displaystyle S={1 \over 16\pi G}\int d^{4}x{\sqrt {-\eta }}(aB^{\mu \nu |\alpha }B_{\mu \nu |\alpha }+fB_{,\alpha }B^{,\alpha })+S_{m}\,,}
а тензор энергии-импульса выводится из следующего уравнения:
{\displaystyle a\Box _{\eta }B^{\mu \nu }+f\eta ^{\mu \nu }\Box _{\eta }B=-4\pi G{\sqrt {g/\eta }}T^{\alpha \beta }(\partial g_{\alpha \beta }/\partial B_{\mu }\nu )\,.}
У Рэстолла (1979) метрика является алгебраической функцией метрики Минковского и векторного поля. При этом действие:
{\displaystyle S={1 \over 16\pi G}\int d^{4}x{\sqrt {-g}}F(N)K^{\mu ;\nu }K_{\mu ;\nu }+S_{m},}
где {\displaystyle F(N)=-N/(2+N)\;} и {\displaystyle N=g^{\mu \nu }K_{\mu }K_{\nu }\;} (в книге Уилла (1986) приведены уравнения поля для {\displaystyle T^{\mu \nu }\;} и {\displaystyle K_{\mu }\;}).
К биметрическим теориям по формальным признакам можно отнести теорию гравитационных возмущений пространства-времени — ОТО, линеаризованную над произвольным фоновым пространством-временем, а также РТГ Логунова с сотрудниками.

### Квазилинейные теории
В теории Уайтхеда (1922) физическая метрика {\displaystyle g\;} алгебраически конструируется из метрики Минковского {\displaystyle \eta \;} и материальных полей, так что буферные поля отсутствуют:
{\displaystyle g_{\mu \nu }(x^{\alpha })=\eta _{\mu \nu }-2\int _{\Sigma ^{-}}{y_{\mu }^{-}y_{\nu }^{-} \over (w^{-})^{3}}[{\sqrt {-g}}\rho u^{\alpha }d\Sigma _{\alpha }]^{-},}
где верхний индекс (−) указывает величины, рассчитываемые вдоль светового конуса прошлого точки {\displaystyle x^{\alpha }\;} относительно метрики {\displaystyle \eta \;,} а
{\displaystyle (y^{\mu })^{-}=x^{\mu }-(x^{\mu })^{-}\;,}
{\displaystyle (y^{\mu })^{-}(y_{\mu })^{-}=0\;,}
{\displaystyle w^{-}=(y^{\mu })^{-}(u_{\mu })^{-}\;,}
{\displaystyle (u_{\mu })=dx^{\mu }/d\sigma \;,}
{\displaystyle d\sigma ^{2}=\eta _{\mu \nu }dx^{\mu }dx^{\nu }\;.}
Теории Дезера и Лорена (1968) и Боллини-Джамбини-Тиомно (1970) являются теориями линейной фиксированной калибровки. Взяв за образец квантовую теорию поля и сочетая пространство-время Минковского с калибровочно-инвариантным действием тензорного поля спина 2 (то есть гравитонным полем) {\displaystyle h_{\mu \nu }\;}, эти авторы положили
{\displaystyle g_{\mu \nu }=\eta _{\mu \nu }+h_{\mu \nu }\;.}
Их действие:
{\displaystyle S={1 \over 16\pi G}\int d^{4}x{\sqrt {-\eta }}[2h_{|\nu }^{\mu \nu }h_{\mu \lambda }^{|\lambda }-2h_{|\nu }^{\mu \nu }h_{\lambda |\mu }^{\lambda }+h_{\nu |\mu }^{\nu }h_{\lambda }^{\lambda |\mu }-h^{\mu \nu |\lambda }h_{\mu \nu |\lambda }]+S_{m}\;.}
Однако тождества Бианки, соответствующие этой частичной калибровочной инвариантности, оказываются неверными. Предложенные теории пытаются выйти из этого противоречия, постулируя нарушение симметрии гравитационного действия путём введения вспомогательных гравитационных полей, взаимодействующих с {\displaystyle h_{\mu \nu }\;}.

### Скалярно-тензорные теории
См. также Скалярно-тензорные теории гравитации и Теория Бранса — Дикке
Эти теории содержат как минимум один свободный параметр, в отличие от ОТО, где свободных параметров нет (космологический член в настоящее время не может считаться свободным параметром теории, так как определяется экспериментально).
Хотя 5-мерная теория Калуцы-Клейна обычно не рассматривается как скалярно-тензорная, тем не менее, после (приближённого) выделения 4-мерной метрики она сводится к таковой с единственным скалярным и единственным векторным полем. Таким образом, если компоненту метрики по 5-му измерению рассматривать как скалярное гравитационное поле, и не обращать внимания на смешанные компоненты метрики по 5-му и остальным измерениям, которые дают векторное (по мысли Калуцы электромагнитное) поле, то теорию Калуцы-Клейна можно считать предшественником скалярно-тензорных теорий гравитации, что было отмечено Тири (1948).
Скалярно-тензорные теории включают в себя: теорию Шерера (1941), Тири (1948), Йордана (1955), Бранса и Дикке (1961), Бергмана (1968), Нордведта (1970), Вагонера (1970), Бекенштейна (1977) и Баркера (1978).
Действие {\displaystyle S\;} в этих теориях является интегралом от лагранжевой плотности {\displaystyle L_{\varphi }\;:}
{\displaystyle S={1 \over 16\pi G}\int d^{4}x{\sqrt {-g}}L_{\varphi }+S_{m}\;,}
{\displaystyle L_{\varphi }=\varphi R-{\omega (\varphi ) \over \varphi }g^{\mu \nu }\partial _{\mu }\varphi \partial _{\nu }\varphi +2\varphi \lambda (\varphi )\;,}
{\displaystyle S_{m}=\int d^{4}x{\sqrt {g}}G_{N}L_{m}\;,}
и по определению
{\displaystyle T^{\mu \nu }={2 \over {\sqrt {g}}}{\delta S_{m} \over \delta g_{\mu \nu }}\;,}
где {\displaystyle \omega (\varphi )\;} — некоторая безразмерная функция, различная в различных теориях, функция {\displaystyle \lambda (\varphi )\;} играет роль космологической постоянной ОТО, {\displaystyle G_{N}\;} — безразмерная постоянная нормировки, фиксирующая значение гравитационной постоянной {\displaystyle G\;} в настоящую эпоху. К скалярному полю может быть добавлен произвольный потенциал.
Такое действие без ограничений применялось в теориях Бергмана (1968) и Вагонера (1970). Частные случаи включают в себя теории:
- Нордведта (1970) — {\displaystyle \lambda =0\;;} (Далее в этом разделе мы опускаем {\displaystyle \lambda }, его введение рассматривается далее в разделе Космологическая постоянная и Квинтэссенция.)
- Бранса-Дикке (1961) — {\displaystyle \omega \;} постоянна;
- Бекенштейна (1977) — теория переменной массы — вводя параметры {\displaystyle r\;} и {\displaystyle q\;,} получаемые из космологического решения, {\displaystyle \varphi =[1-qf(\varphi )]f(\varphi )^{-r}\;} определяет функцию {\displaystyle f\;,} так что

{\displaystyle \omega (\varphi )=-\textstyle {\frac {3}{2}}-\textstyle {\frac {1}{4}}f(\phi )[(1-6q)qf(\phi )-1][r+(1-r)qf(\varphi )]^{-2}\;;}
- Баркера (1978) — теория постоянного G —

{\displaystyle \omega (\varphi )=(4-3\phi )/(2\varphi -2)\;.}
Изменение {\displaystyle \omega (\varphi )\;} позволяет скалярно-тензорным теориям в пределе {\displaystyle \omega \rightarrow \infty \;} в текущую эпоху воспроизводить результаты, сколь угодно близкие к ОТО. Тем не менее, различия в ранней Вселенной могут быть существенными.
До тех пор, пока предсказания ОТО подтверждаются экспериментально, общие скалярно-тензорные теории (включая теорию Бранса-Дикке) не могут быть отброшены, но по мере того, как эксперименты продолжают соответствовать предсказаниям ОТО со всё большей и большей точностью, на параметры скалярно-тензорных теорий накладываются всё бо́льшие и бо́льшие ограничения.

### Теории Хеллингса и Нордведта
Теории Хеллингса и Нордведта (1973) и Уилла и Нордведта (1972) обе являются векторно-тензорными. В дополнение к метрическому тензору в них фигурирует времениподобное векторное поле {\displaystyle K_{\mu }\;}. Гравитационное действие имеет вид:
{\displaystyle S={1 \over 16\pi G}\int d^{4}x{\sqrt {-g}}[R+\omega K_{\mu }K^{\mu }R+\eta K^{\mu }K^{\nu }R_{\mu \nu }-\varepsilon F_{\mu \nu }F^{\mu \nu }+\tau K_{\mu ;\nu }K^{\mu ;\nu }]+S_{m}\;,}
где {\displaystyle \omega \;}, {\displaystyle \eta \;}, {\displaystyle \varepsilon \;} и {\displaystyle \tau \;} — постоянные величины, а
{\displaystyle F_{\mu \nu }=K_{\nu ;\mu }-K_{\mu ;\nu }\;.}
Полевые уравнения этой теории для {\displaystyle T^{\mu \nu }\;} и {\displaystyle K_{\mu }\;} приведены в книге Уилла (1986).
Теория Уилла и Нордветдта (1972) является частным случаем предыдущей при
{\displaystyle \omega =\eta =\varepsilon =0\;;\qquad \tau =1\;,}
а теория Хеллингса и Нордведта (1973) — при
{\displaystyle \tau =0\;;\qquad \varepsilon =1\;;\qquad \eta =-2\omega \;.}
Эти векторно-тензорные теории полуконсервативны, то есть в них есть законы сохранения импульса и момента импульса, но также могут присутствовать эффекты привилегированной системы отсчёта. Когда
{\displaystyle \omega =\eta =\varepsilon =0\;}, эти теории сводятся к ОТО, так что, аналогично скалярно-тензорным теориям, векторно-тензорные теории также не могут быть опровергнуты никаким экспериментом, подтверждающим ОТО.

### Неметрические теории
(см. также Теория Эйнштейна — Картана и связность Картана)
Теория Картана особенно интересна как потому, что она неметрическая, так и потому, что она очень старая. Состояние теории Картана неясно. Уилл (1986) утверждает, что все неметрические теории противоречат Эйнштейновскому принципу эквивалентности (ЭПЭ), и поэтому должны быть отброшены. В одной из последующих работ Уилл (2001) смягчает это утверждение, разъясняя экспериментальные критерии испытания неметрических теорий на удовлетворение ЭПЭ. Мизнер, Торн и Уилер (1973) утверждают, что теория Картана является единственной неметрической теорией, проходящей все экспериментальные проверки, а Турышев (2007) приводит эту теорию в списке удовлетворяющих всем текущим экспериментальным ограничениям. Далее приведён краткий обзор теории Картана, следующий изложению Траутмана (1972).
Картан (1922, 1923) предложил простое обобщение теории гравитации Эйнштейна, введя модель пространства-времени с метрическим тензором и линейной связностью, ассоциированной с метрикой, но не обязательно симметричной. Антисимметричная часть связности — тензор кручения — связывается в этой теории с плотностью внутреннего момента импульса (спина) материи. Независимо от Картана, похожие идеи развивали Сиама, Киббл и Хейл в промежутке от 1958 до 1966 года.
Исходно теория была развита в формализме дифференциальных форм, но здесь она будет изложена на тензорном языке. Лагранжева плотность гравитации в этой теории формально совпадает с таковой ОТО и равняется скаляру кривизны:
{\displaystyle L={1 \over 16\pi G}R(\Gamma ,g)\;,}
однако введение кручения модифицирует связность, которая теперь не равняется символам Кристоффеля, а равна их сумме с тензором конторсии
{\displaystyle \Gamma _{\nu \lambda }^{\mu }=\left\{{^{\ \mu \ }_{\;\nu \lambda \;}}\right\}+K_{\nu \lambda }^{\mu }\;,}
{\displaystyle K_{\mu \nu \lambda }=Q_{\mu \nu \lambda }+Q_{\lambda \nu \mu }+Q_{\nu \lambda \mu },\qquad Q_{\mu \nu \lambda }={\frac {1}{2}}(\Gamma _{\mu \nu \lambda }-\Gamma _{\mu \lambda \nu })\;,}
где {\displaystyle Q_{\mu \nu \lambda }\;} — антисимметричная часть линейной связности — кручение. Предполагается, что линейная связность является метрической, что снижает количество степеней свободы, присущих неметрическим теориям. Уравнения движения этой теории включают 10 уравнений для тензора энергии-импульса, 24 уравнения для канонического тензора спина и уравнения движения материальных негравитационных полей:
{\displaystyle R_{\mu \nu }-{\frac {1}{2}}g_{\mu \nu }R+4{B^{[\alpha }}_{\beta \mu }{B^{\beta ]}}_{\alpha \nu }+2B_{\beta \alpha \mu }{B_{\nu }}^{\beta \alpha }-B_{\mu \beta \alpha }{B_{\nu }}^{\beta \alpha }-}
{\displaystyle -{\frac {1}{2}}g_{\mu \nu }(4{{B_{\alpha }}^{\beta }}_{[\lambda }{B^{\alpha \lambda }}_{\beta ]}+B_{\alpha \beta \gamma }B^{\alpha \beta \gamma })=\kappa T_{\mu \nu }\;,}
{\displaystyle {Q^{\lambda }}_{\mu \nu }+{\delta _{\mu }}^{\lambda }Q_{\nu }-{\delta _{\nu }}^{\lambda }Q_{\mu }=\kappa {s^{\lambda }}_{\mu \nu }\;,}
{\displaystyle {\frac {\partial L}{\partial \phi _{A}}}+(\nabla _{\lambda }-2Q_{\lambda }){\frac {\partial L}{\partial \nabla _{\lambda }\phi _{A}}}=0\;,}
где {\displaystyle T_{\mu \nu }={\frac {\delta }{\delta g^{\mu \nu }}}({\sqrt {-g}}L_{m})\;} — метрический тензор энергии-импульса материи, {\displaystyle s_{\mu \nu }^{\lambda }={\frac {\delta L_{m}}{\delta Q_{\lambda }^{\mu \nu }}}\;} — канонический тензор спина, {\displaystyle {B^{\lambda }}_{\mu \nu }={Q^{\lambda }}_{\mu \nu }+{\delta _{\mu }}^{\lambda }Q_{\nu }-{\delta _{\nu }}^{\lambda }Q_{\mu }\;}, а {\displaystyle Q_{\mu }={Q^{\lambda }}_{\mu \lambda }\;} — след тензора кручения (см. Иваненко, Пронин, Сарданашвили, Калибровочная теория гравитации (1985)).
Кривизна пространства-времени при этом — не риманова, но на римановом пространстве-времени лагранжиан сводится к лагранжиану ОТО. Эффекты неметричности в данной теории являются настолько малыми, что ими можно пренебречь даже в нейтронных звёздах. Единственной областью сильных расхождений оказывается, возможно, очень ранняя Вселенная. Привлекательной чертой этой теории (и её модификаций) является возможность получения несингулярных решений типа «отскока» для Большого Взрыва (см. Минкевич и соавт. (1980)).
Некоторые уравнения неметрической теории Белинфанте и Цвайгарта (1957a, 1957b) уже обсуждались в разделе о биметрических теориях.

## Проверка альтернативных теорий гравитации
Развитие теорий и их проверка развивались рука об руку весь XX век и далее. Большинство проверок могут быть отнесены к следующим классам (см. Уилл (2001)):
- Простейшие основания.
- Эйнштейновский принцип эквивалентности (ЭПЭ).
- Параметризованный пост-ньютоновский формализм (ППН).
- Сильные гравитационные поля.
- Гравитационные волны.

### Теории, не проходящие проверку на основания
Для деталей см. Мизнер, Торн и Уилер (1973), Гл. 39 и Уилл (1986), Таблица 2.1.
Не все теории гравитации созданы одинаковыми. Лишь немногие среди большого их количества, существующего в литературе, достаточно жизнеспособны для того, чтобы сравнивать их с ОТО.
В начале 1970-х годов группа учёных из Калифорнийского технологического института, включавшая Торна, Уилла и Ни (см. Ни (1972)), составила список теорий гравитации XX века. По каждой теории они задались следующими вопросами:
- (i) является ли теория самосогласованной?
- (ii) является ли она полной?
- (iii) согласуется ли она, в пределах нескольких стандартных отклонений, со всеми проведёнными к настоящему времени экспериментами?

Если теория не проходила по этим критериям, её не спешили отбрасывать сразу. Если теория была неполна в своих основах, группа пыталась дополнить её с помощью малых изменений, обычно сводя теорию в отсутствие гравитации к специальной теории относительности. Например, для семи различных теорий плотность материи, порождающей гравитацию, рассчитывали и как {\displaystyle \rho ^{*}=T_{\mu \nu }u^{\mu }u^{\nu }\;,} и как след тензора {\displaystyle T\;.} В другом случае, при рассмотрении теорий Тири (1948) и Йордана (1955), их сделали полными, придав параметру {\displaystyle \eta \;} значение 1, когда они сводятся к теории Бранса-Дикке (1961) и достойны дальнейшего рассмотрения.
В этом разделе критерий «согласование со всеми экспериментами, проведёнными к настоящему времени», заменён критерием «согласования с большинством следствий ньютоновской механики и специальной теории относительности». Более тонкие моменты будут рассмотрены позже.
Самосогласованность неметрических теорий включает требование отсутствия тахионов, призрачных полюсов, полюсов высшего порядка и проблем в поведении полей на бесконечности.
Самосогласованность метрических теорий проще всего проиллюстрировать описанием нескольких теорий, не обладающих этим свойством. Классическим примером является теория поля спина 2 (теория Фирца и Паули (1939)), в которой уравнения поля подразумевают, что гравитирующие тела движутся по прямым линиям, в то время как уравнения движения заставляют тела отклоняться от прямолинейных траекторий. Теория Йилмаза (Yilmaz, 1971, 1973) содержит тензорное гравитационное поле, используемое для определения метрического тензора; но эта теория математически несостоятельна, так как функциональная зависимость метрики от тензорного поля не является хорошо определённой.
Для того чтобы теория гравитации была полной, она должна быть способна описать результаты любого мыслимого эксперимента. То есть, она должна включать в себя электромагнетизм и все остальные теории, подтверждённые экспериментом. Например, любая теория, которая не может из первых принципов предсказать движение планет или поведение атомных часов, является неполной. Теория Милна (1948) неполна, так как она не включает в себя описания гравитационного красного смещения.
Теории Уитроу и Мордука (Whitrow and Morduch) (1960, 1965), Кустаанхеймо (1966) и Кустаанхеймо и Нуотио (1967) либо неполны, либо несамосогласованны. Введение уравнений Максвелла в теорию будет неполным, если они описывают эволюцию поля на фоновом плоском пространстве-времени, и несамосогласованным, так как эти теории предсказывают нулевое гравитационное красное смещение для волновой теории света (уравнения Максвелла) и ненулевое смещение для корпускулярной теории (фотонов). Другой, более очевидный пример — ньютоновская гравитация в сочетании с уравнениями Максвелла: при этом свет как фотоны отклоняется гравитационным полем (хотя и вдвое слабее, чем в ОТО), а световые волны — нет.
Как пример несогласованности с ньютоновской физикой можно привести теорию Биркгофа (1943), предсказывающую релятивистские эффекты довольно неплохо, но требующую, чтобы звуковые волны в веществе распространялись со скоростью света, что полностью расходится с экспериментом.
Современным примером отсутствия релятивистской компоненты является МОНД Милгрома, который будет рассмотрен далее.

### Эйнштейновский принцип эквивалентности (ЭПЭ)
ЭПЭ имеет три компоненты.
Первая компонента ЭПЭ — универсальность «свободного падения», известная как слабый принцип эквивалентности (СПЭ). Эта универсальность равносильна эквивалентности (правильнее — строгой пропорциональности) гравитационной и инерциальной массы. Параметр {\displaystyle \eta \;} используется как мера максимально допустимого нарушения СПЭ. Первые опыты были проведены ещё Галилеем, который обнаружил универсальность свободного падения для тел разной массы, и Ньютоном, который ограничил {\displaystyle \eta \;} для дерева и железа величиной 10−3. Наиболее известны эксперименты Этвёша 1890—1900-х гг., давшие {\displaystyle \eta \leq 5\cdot 10^{-9}\;,} современный предел — {\displaystyle \eta \leq 5\cdot 10^{-13}\;.}
Вторая — локальная лоренц-инвариантность (ЛЛИ). В отсутствие гравитационных эффектов скорость света должна являться постоянной величиной. Нарушения этого положения измеряются параметром {\displaystyle \delta \;.} Первые специальные эксперименты, интерпретируемые ныне как проверки ЛЛИ, — поиски «эфирного ветра», были проведены Майкельсоном и Морли в 1880-х гг. и ограничили {\displaystyle \delta \;} величиной {\displaystyle 5\cdot 10^{-3}\;} (см. Эксперимент Майкельсона-Морли). В настоящее время {\displaystyle \delta \leq 10^{-21}\;.}
Третья компонента — локальная пространственно-временная инвариантность (ЛПВИ), включающая в себя пространственную и временную инвариантность.
Гипотеза Шиффа (англ. Schiff’s conjecture) утверждает, что любая полная самосогласованная теория гравитации, включающая в себя слабый принцип эквивалентности (СПЭ), обязательно включает также и ЭПЭ. Эта гипотеза выглядит правдоподобной по крайней мере для теорий, в которых выполняется закон сохранения энергии (с другой стороны, существуют и экзотические контрпримеры к ней).
Наиболее известным рабочим инструментом для описания отклонений от ЭПЭ является так называемый {\displaystyle TH\varepsilon \mu \;}-формализм, разработанный Лайтманом и Ли в 1973 году. При этом рассматривается влияние гравитационного поля на максимальную скорость частиц и на скорость распространения электромагнитного взаимодействия. Точнее, он ограничивается рассмотрением электромагнитного взаимодействия заряженных бесструктурных пробных частиц в статическом сферически-симметричном гравитационном поле. Несмотря на ограниченность этого формализма, он обладает достаточной точностью, чтобы, например, отклонить неметрическую теорию Белинфанте и Цвайгарта (1957) как не соответствующую экспериментальным данным.
Теории гравитации, как уже упоминалось, могут быть метрическими и неметрическими. В метрических теориях траектории свободно падающих точечных тел являются геодезическими пространственно-временной метрики, так что эти теории удовлетворяют ЭПЭ. В свою очередь, все без исключения известные неметрические теории допускают нарушения ЭПЭ, хотя в некоторых теориях (например, Эйнштейна — Картана) эти отклонения так малы, что не допускают непосредственной экспериментальной проверки.

### Параметризованный постньютоновский (ППН) формализм
См. также Предсказания общей теории относительности, Мизнер, Торн, Уилер (1973) и Уилл (1986).
Работу над стандартным, а не ad-hoc формализмом для проверки альтернативных моделей гравитации начал Эддингтон в 1922 году, а закончили Уилл и Нордведт в 1972 (см. Nordtvedt & Will (1972) и Will & Nordtvedt (1972)). Этот формализм отталкивается от ньютоновой физики и описывает малые отклонения от неё, описываемые стандартным набором ППН-параметров. Так как изучаются отклонения от ньютоновской физики, то формализм применим только в слабых полях. Специальные эффекты сильных полей должны изучаться отдельно для каждой теории, что будет предметом дальнейшего рассмотрения.
10 ППН параметров включают в себя: {\displaystyle \gamma \;,} {\displaystyle \beta \;,} {\displaystyle \eta \;,} {\displaystyle \alpha _{1}\;,} {\displaystyle \alpha _{2}\;,} {\displaystyle \alpha _{3}\;,} {\displaystyle \zeta _{1}\;,} {\displaystyle \zeta _{2}\;,} {\displaystyle \zeta _{3}\;,} {\displaystyle \zeta _{4}\;:}
- {\displaystyle \gamma \;} является мерой искривления пространства гравитирующей массой, равной 0 в ньютоновской гравитации и 1 в ОТО.
- {\displaystyle \beta \;} является мерой нелинейности при наложении гравитационных полей, для ОТО равной 1.
- {\displaystyle \eta \;} описывает эффекты привилегированного положения.
- {\displaystyle \alpha _{1}\;,} {\displaystyle \alpha _{2}\;,} {\displaystyle \alpha _{3}\;} измеряют величину и природу эффектов привилегированной системы отсчёта. Все теории, в которых как минимум один из параметров {\displaystyle \alpha \;} не равен 0, называются теориями с привилегированной системой отсчёта.
- {\displaystyle \zeta _{1}\;,} {\displaystyle \zeta _{2}\;,} {\displaystyle \zeta _{3}\;,} {\displaystyle \zeta _{4}\;,} {\displaystyle \alpha _{3}\;} описывают отклонения от глобальных законов сохранения. В теориях гравитации, содержащих полный набор законов сохранения: 4 для энергии-импульса и 6 для момента импульса, все эти параметры должны быть равны 0.

### Сильные поля игравитационные волны
ППН параметры являются мерой эффектов слабых гравитационных полей. Сильные поля наблюдаются в компактных объектах, таких как белые карлики, нейтронные звёзды и чёрные дыры. Экспериментальные возможности проверки теорий гравитации в сильных полях включают в себя описание стабильности и колебаний белых карликов и нейтронных звёзд, замедления пульсаров, эволюцию орбит тесных двойных звёзд (и особенно двойных пульсаров) и горизонта чёрных дыр.
ОТО предсказывает определённые свойства гравитационных волн, в частности: их поперечность, два состояния поляризации, скорость волн, равную скорости света, и мощность излучения от системы астрономических тел. Многие альтернативные теории гравитации, даже совпадающие с ОТО по ППН параметрам, расходятся с ней по свойствам гравитационных волн. Например, некоторые теории приводят к выводу, что скорость гравитационных волн много больше скорости света. Если это так, то принцип причинности будет нарушаться, или будет иметь место эффект выделенной инерциальной системы отсчёта в пустом пространстве, правда, трудно обнаружимый. Также отличия в свойствах гравитационных волн в таких теориях могут сказываться на величине радиационного торможения (связанного с излучением гравитационных волн) в тесных двойных системах, которое уже измерено.

### Космологические проверки
Большинство космологических проверок теорий гравитации были разработаны недавно. На теории, цель которых состоит в устранении тёмной материи, ограничения налагают формы ротационных кривых галактик, соотношение Тулли-Фишера, более быстрое вращение карликовых галактик и наблюдения гравитационного линзирования скоплениями галактик.
Для теорий, разработанных с целью замены инфляционной стадии расширения Вселенной, прямой проверкой является величина неоднородностей в спектре реликтового излучения.
Теории, включающие в себя или замещающие стандартную тёмную энергию, должны удовлетворять известным результатам по зависимости яркости сверхновых от космологического красного смещения и возрасту Вселенной.
Ещё одной проверкой может быть наблюдаемая пространственная плоскостность Вселенной. В ОТО сочетание барионной материи, тёмной материи и тёмной энергии может сделать Вселенную точно плоской. По мере уточнения этого результата налагаются ограничения на теории, замещающие тёмную материю и тёмную энергию.

## Результаты проверок

### ППН параметры для различных теорий
(См. Уилл (1986) и Ни (1972) для деталей. Мизнер, Торн, Уилер (1977) дают таблицу перевода обозначений Ни и Уилла.)
ОТО уже более 90 лет, но пока все альтернативные ей теории одна за другой падают под натиском экспериментальных данных. Наиболее наглядно это положение иллюстрирует параметризованный постньютоновский формализм (ППН).
Следующая таблица содержит ППН параметры для многих теорий гравитации. Если значение в ячейке совпадает с названием колонки, то это обозначает, что полная формула слишком сложна для её воспроизведения здесь.
|                                          | {\displaystyle \gamma }                                   | {\displaystyle \beta }                                                     | {\displaystyle \xi } | {\displaystyle \alpha _{1}}  | {\displaystyle \alpha _{2}}   | {\displaystyle \alpha _{3}} | {\displaystyle \zeta _{1}} | {\displaystyle \zeta _{2}} | {\displaystyle \zeta _{3}} | {\displaystyle \zeta _{4}} |
| ---------------------------------------- | --------------------------------------------------------- | -------------------------------------------------------------------------- | -------------------- | ---------------------------- | ----------------------------- | --------------------------- | -------------------------- | -------------------------- | -------------------------- | -------------------------- |
| Эйнштейн (1916) — ОТО                    | 1                                                         | 1                                                                          | 0                    | 0                            | 0                             | 0                           | 0                          | 0                          | 0                          | 0                          |
| Скалярно-тензорные теории                |                                                           |                                                                            |                      |                              |                               |                             |                            |                            |                            |                            |
| Bergmann (1968), Wagoner (1970)          | {\displaystyle \textstyle {\frac {1+\omega }{2+\omega }}} | {\displaystyle \beta }                                                     | 0                    | 0                            | 0                             | 0                           | 0                          | 0                          | 0                          | 0                          |
| NordtVedt (1970), Bekenstein (1977)      | {\displaystyle \textstyle {\frac {1+\omega }{2+\omega }}} | {\displaystyle \beta }                                                     | 0                    | 0                            | 0                             | 0                           | 0                          | 0                          | 0                          | 0                          |
| Brans-Dicke (1961)                       | {\displaystyle \textstyle {\frac {1+\omega }{2+\omega }}} | 1                                                                          | 0                    | 0                            | 0                             | 0                           | 0                          | 0                          | 0                          | 0                          |
| Векторно-тензорные теории                |                                                           |                                                                            |                      |                              |                               |                             |                            |                            |                            |                            |
| Hellings-Nordtvedt (1973)                | {\displaystyle \gamma }                                   | {\displaystyle \beta }                                                     | 0                    | {\displaystyle \alpha _{1}}  | {\displaystyle \alpha _{2}}   | 0                           | 0                          | 0                          | 0                          | 0                          |
| Will-Nordtvedt (1972)                    | 1                                                         | 1                                                                          | 0                    | 0                            | {\displaystyle \alpha _{2}}   | 0                           | 0                          | 0                          | 0                          | 0                          |
| Биметрические теории                     |                                                           |                                                                            |                      |                              |                               |                             |                            |                            |                            |                            |
| Rosen (1975)                             | 1                                                         | 1                                                                          | 0                    | 0                            | {\displaystyle c_{0}/c_{1}-1} | 0                           | 0                          | 0                          | 0                          | 0                          |
| Rastall (1979)                           | 1                                                         | 1                                                                          | 0                    | 0                            | {\displaystyle \alpha _{2}}   | 0                           | 0                          | 0                          | 0                          | 0                          |
| Lightman-Lee (1973)                      | {\displaystyle \gamma }                                   | {\displaystyle \beta }                                                     | 0                    | {\displaystyle \alpha _{1}}  | {\displaystyle \alpha _{2}}   | 0                           | 0                          | 0                          | 0                          | 0                          |
| Стратифицированные теории                |                                                           |                                                                            |                      |                              |                               |                             |                            |                            |                            |                            |
| Lee-Lightman-Ni (1974)                   | {\displaystyle ac_{0}/c_{1}}                              | {\displaystyle \beta }                                                     | {\displaystyle \xi } | {\displaystyle \alpha _{1}}  | {\displaystyle \alpha _{2}}   | 0                           | 0                          | 0                          | 0                          | 0                          |
| Ni (1973)                                | {\displaystyle ac_{0}/c_{1}}                              | {\displaystyle bc_{0}}                                                     | 0                    | {\displaystyle \alpha _{1}}  | {\displaystyle \alpha _{2}}   | 0                           | 0                          | 0                          | 0                          | 0                          |
| Скалярные теории                         |                                                           |                                                                            |                      |                              |                               |                             |                            |                            |                            |                            |
| Эйнштейн (1912) (Не ОТО!)                | 0                                                         | 0                                                                          |                      | −4                           | 0                             | −2                          | 0                          | −1                         | 0                          | 0†                         |
| Whitrow-Morduch (1965)                   | 0                                                         | −1                                                                         |                      | −4                           | 0                             | 0                           | 0                          | −3                         | 0                          | 0†                         |
| Rosen (1971)                             | {\displaystyle \lambda }                                  | {\displaystyle \textstyle {\frac {3}{4}}+\textstyle {\frac {\lambda }{4}}} |                      | {\displaystyle -4-4\lambda } | 0                             | −4                          | 0                          | −1                         | 0                          | 0                          |
| Papetrou (1954a, 1954b)                  | 1                                                         | 1                                                                          |                      | −8                           | −4                            | 0                           | 0                          | 2                          | 0                          | 0                          |
| Ni (1972) (стратифицированная)           | 1                                                         | 1                                                                          |                      | -8                           | 0                             | 0                           | 0                          | 2                          | 0                          | 0                          |
| Yilmaz (1958, 1962)                      | 1                                                         | 1                                                                          |                      | −8                           | 0                             | −4                          | 0                          | −2                         | 0                          | −1†                        |
| Page-Tupper (1968)                       | {\displaystyle \gamma }                                   | {\displaystyle \beta }                                                     |                      | {\displaystyle -4-4\gamma }  | 0                             | {\displaystyle -2-2\gamma } | 0                          | {\displaystyle \zeta _{2}} | 0                          | {\displaystyle \zeta _{4}} |
| Nordström (1912)                         | −1                                                        | {\displaystyle \textstyle {\frac {1}{2}}}                                  |                      | 0                            | 0                             | 0                           | 0                          | 0                          | 0                          | 0†                         |
| Nordström (1913), Einstein-Fokker (1914) | −1                                                        | {\displaystyle \textstyle {\frac {1}{2}}}                                  |                      | 0                            | 0                             | 0                           | 0                          | 0                          | 0                          | 0                          |
| Ni (1972) (плоская)                      | −1                                                        | 1−q                                                                        |                      | 0                            | 0                             | 0                           | 0                          | {\displaystyle \zeta _{2}} | 0                          | 0†                         |
| Whitrow-Morduch (1960)                   | −1                                                        | 1−q                                                                        |                      | 0                            | 0                             | 0                           | 0                          | q                          | 0                          | 0†                         |
| Littlewood (1953), Bergman (1956)        | −1                                                        | {\displaystyle \textstyle {\frac {1}{2}}}                                  |                      | 0                            | 0                             | 0                           | 0                          | −1                         | 0                          | 0†                         |

† Теория неполна, и {\displaystyle \zeta _{4}} может принимать два значения. Показано значение, наиболее близкое к 0.
Все экспериментальные результаты по движению больших и малых планет и спутников на 2007 год согласуются с ОТО, так что ППН формализм сразу же исключает все представленные в таблице скалярные теории.
Полный список ППН параметров неизвестен для теории Уайтхеда (1922), Дезера-Лорена (1968) и Боллини-Джамбини-Тиомно (1970), но для них {\displaystyle \beta =\xi }, что прямо противоречит ОТО и эксперименту. В частности, эти теории предсказывают неправильную амплитуду земных приливов.

### Теории, не проходящие других проверок
Все известные неметрические теории, такие как теория Белинфанте и Цвайгарта (1957a, 1957b), за исключением теории Эйнштейна — Картана, противоречат экспериментальным ограничениям на справедливость принципа эквивалентности Эйнштейна.
Стратифицированные теории Ни (1973), Ли, Лайтмана и Ни (1974) и другие не предсказывают смещения перигелия Меркурия.
Биметрические теории Лайтмана и Ли (1973), Розена (1975) и Рэстолла (1979) не проходят проверки в сильных гравитационных полях.
Скалярно-тензорные теории включают ОТО как специальный предельный случай, но согласуются с её ППН параметрами, только когда совпадают с ОТО. По мере того, как экспериментальные проверки становятся всё точнее, отклонения скалярно-тензорных теорий от ОТО исчезают.
То же самое справедливо для векторно-тензорных теорий. Более того, векторно-тензорные теории относятся к полуконсервативным; они имеют ненулевое значение {\displaystyle \alpha _{2}}, что могло бы вызывать измеримые эффекты в земных приливах.
Эти соображения не оставляют никаких теорий как вероятных альтернатив ОТО (кроме, возможно, теории Картана (1922), которая может нарушать ЭПП).
Такая ситуация сложилась к тому моменту, когда открытия в космологии вызвали развитие современных альтернатив.

## Современные теории: от 1980-х гг. до настоящего времени
Этот раздел описывает альтернативы ОТО, разработанные после публикации наблюдений дифференциального вращения галактик, приведших к гипотезе «тёмной материи».
Подробного сравнения этих теорий с совокупностью всех экспериментальных данных не проводилось.
Описываемые теории включают в себя теорию Бекенштейна (2004) и 3 теории Моффата: (1995), (2002) и (2005a, b). Они включают в себя космологическую постоянную или добавочный скалярный или векторный потенциал, выполняющий ту же функцию.

### Причины появления новых теорий
Побудительными мотивами к разработке основного количества новейших альтернатив ОТО служат астрономические наблюдения последних лет, которые привели к необходимости введения в астрофизику и космологию, построенную на общей теории относительности, таких понятий, как «инфляция», «тёмная материя» и «тёмная энергия». Новые теории пытаются описать эти же экспериментальные данные без привлечения таких понятий, которые кажутся создателям этих теорий ошибочными либо искусственными. Основной идеей служит то, что гравитация должна согласовываться с ОТО в пределах, как минимум, Солнечной системы в настоящую эпоху, но может быть существенно другой в галактических масштабах и выше, а также в ранней Вселенной.
Среди физиков постепенно распространилось мнение, что классический сценарий Большого взрыва сталкивается с трудностями, две наиболее серьёзные из которых — проблема горизонта и наблюдение, что в очень ранней Вселенной в эпоху, когда должны были образовываться кварки, просто не было достаточно пространства, чтобы Вселенная могла содержать хотя бы один кварк. Для преодоления этих трудностей была разработана инфляционная модель. Её альтернативой стала серия теорий, в которых скорость света в ранней Вселенной была выше, чем сейчас.
Открытие специфического поведения ротационных кривых галактик стало сюрпризом для научного сообщества. Возникло две альтернативы: либо во Вселенной намного больше несамосветящегося вещества, чем до того предполагалось, либо в больших масштабах неверна сама теория гравитации. Преобладающим мнением в настоящее время является первый вариант с так называемой «холодной тёмной материей», но путь к признанию её реальности пролегал через различного рода попытки разработать теорию гравитации, не требующую невидимых масс, дополнительных к наблюдаемым, и эти теории всё ещё имеют своих поклонников среди физиков и астрономов.
Обнаружение ускорения расширения Вселенной группой Перлмуттера привело к быстрому возрождению идеи космологической константы, а также квинтэссенции, как альтернативы ей. Как минимум одна новая теория гравитации была разработана для объяснения результатов Перлмуттера с совершенно иной точки зрения.
Другой недавний экспериментальный результат, вызывающий интерес к отличным от ОТО теориям, — аномалия Пионеров. Очень быстро было обнаружено, что альтернативные теории гравитации могут объяснить качественные особенности наблюдаемого эффекта, но не его величину. Любая известная модель, точно воспроизводящая аномалию, сильно отклоняется от ОТО и, как следствие, противоречит другим экспериментальным результатам. Кроме того, существуют предварительные данные, указывающие на то, что эффект может быть вызван неравномерным тепловым излучением различных элементов конструкции этих аппаратов.

### Космологическая постоянная и квинтэссенция
(см. также Космологическая постоянная, Действие Эйнштейна — Гильберта, Квинтэссенция (космология))
Космологическая константа {\displaystyle \Lambda \;} в уравнениях Эйнштейна — очень старая идея, восходящая к самому Эйнштейну (1917). Успех фридмановской модели Вселенной, в которой {\displaystyle \Lambda =0\;}, привёл к преобладанию мнения о равенстве её нулю, но результаты Перлмуттера об ускорении расширения Вселенной дали {\displaystyle \Lambda \neq 0\;} новое дыхание.
Рассмотрим сначала, как космологическая постоянная влияет на уравнения ньютоновской гравитации и ОТО, а затем изложим возможности её включения в другие теории гравитации.
В теории Ньютона добавление {\displaystyle \Lambda \;} изменяет уравнение Ньютона — Пуассона от
{\displaystyle \nabla ^{2}\phi =4\pi \rho \;}
до
{\displaystyle \nabla ^{2}\phi -\Lambda \phi =4\pi \rho \;.}
В ОТО введение космологического члена меняет действие Эйнштейна — Гильберта от
{\displaystyle S={1 \over 16\pi G}\int R{\sqrt {-g}}d^{4}x+S_{m}\;}
до
{\displaystyle S={1 \over 16\pi G}\int (R-2\Lambda ){\sqrt {-g}}d^{4}x+S_{m}\;,}
с соответствующим изменением уравнений поля от
{\displaystyle T^{\mu \nu }={1 \over 8\pi G}(R^{\mu \nu }-g^{\mu \nu }R/2)\;}
до
{\displaystyle T^{\mu \nu }={1 \over 8\pi G}(R^{\mu \nu }-g^{\mu \nu }R/2+\Lambda g^{\mu \nu })\;.}
В альтернативных метрических теориях гравитации эту константу можно ввести совершенно аналогичным образом.
Космологическая постоянная не является единственным способом получить ускорение расширения Вселенной в ОТО и альтернативных теориях гравитации. Её роль с успехом может играть скалярный потенциал {\displaystyle \lambda (\varphi )\;} в скалярно-тензорных теориях. Вообще, если в теории содержится скалярное гравитационное поле {\displaystyle \varphi \;,} то добавление в гравитационную часть действия члена {\displaystyle \lambda (\varphi )\;} может при различных видах этой функции воспроизвести любую наперёд заданную историю космологического расширения. Соображения простоты и естественности приводят к зависимостям {\displaystyle \lambda (\varphi )\;} таким, что ускорение расширения велико в ранней Вселенной и уменьшается к современной эпохе. Это поле {\displaystyle \varphi \;} называют квинтэсенцией.
Похожая методика работает и в случае векторных гравитационных полей, появляющихся в теории Рэстолла (1979) и векторно-тензорных теориях. Добавление к гравитационному действию члена {\displaystyle K^{\mu }K^{\nu }g_{\mu \nu }\;} приводит к имитации космологической постоянной.

### Релятивистская МОНД (МОдифицированная Ньютоновская Динамика)
(см. Модифицированная ньютоновская динамика, Скалярно-векторно-тензорная теория гравитации и работу Бекенштейна (2004) для более детального изложения).
Оригинальная теория МОНД была разработана Милгромом в 1983 году как альтернатива «тёмной материи». Отклонения от ньютоновского характера гравитации ({\displaystyle F\sim r^{-2}}) наблюдаются при определённом ускорении, а не на определённом расстоянии. МОНД успешно объясняет соотношения Тулли-Фишера: светимость галактики изменяется пропорционально четвёртой степени её скорости вращения. Эта теория также показывает, почему отклонения от ожидаемого характера вращения наиболее велики в карликовых галактиках.
Исходная теория имела несколько недостатков:
i. Она не включала релятивистских эффектов.
ii. Она нарушала законы сохранения энергии, импульса и момента импульса.
iii. Она была внутренне противоречивой, так как предсказывала различные галактические орбиты для газа и звёзд.
iv. Она не давала возможности вычислить гравитационное линзирование скоплениями галактик.
В 1984 году проблемы ii. и iii. были решены путём отыскания лагранжевой формы этой теории (англ. AQUAL). Релятивистская версия полученного лагранжиана, соответствующая скалярно-тензорной теории, была отвергнута, так как она давала волны скалярного поля, распространяющиеся быстрее скорости света. Нерелятивистский лагранжиан имеет следующиую форму:
{\displaystyle L=-{a_{0}^{2} \over 8\pi G}f\left\lbrack {|\nabla \varphi |^{2} \over a_{0}^{2}}\right\rbrack -\rho \varphi \;.}
Его релятивитсская версия
{\displaystyle L=-{a_{0}^{2} \over 8\pi G}{\tilde {f}}(L^{2}g^{\mu \nu }\partial _{\mu }\phi \partial _{\nu }\phi )\;}
имеет нестандартный массовый член. Здесь {\displaystyle f\;} и
{\displaystyle {\tilde {f}}} — произвольные функции, ограниченные лишь требованиями корректного поведения теории в Ньютоновском и МОНД пределе.
В 1988 году был предложен вариант теории с дополнительным скалярным полем (англ. PCC), решающий проблемы предыдущего варианта, но его предсказания оказались противоречащими данным по сдвигу перигелия Меркурия и гравитационному линзированию галактиками и их скоплениями.
В 1997 году МОНД была успешно включена в релятивистскую стратифицированную теорию Сандерса, но эта теория, как и любая стратифицированная, имеет существенные проблемы с эффектами выделенных систем отсчёта.
Бекенштейн (2004) создал тензорно-векторно-скалярную модель (англ. TeVeS). В ней имеются два скалярных поля {\displaystyle \varphi \;} и {\displaystyle \sigma \;,} а также векторное поле {\displaystyle U_{\alpha }\;.} Действие разбивается на гравитационную, скалярную, векторную и материальную части
{\displaystyle S=S_{g}+S_{s}+S_{v}+S_{m}\;.}
Гравитационная часть — такая же, как в ОТО,
{\displaystyle S_{s}=-\textstyle {\frac {1}{2}}\int [\sigma ^{2}h^{\alpha \beta }\varphi _{,\alpha }\varphi _{,\beta }+\textstyle {\frac {1}{2}}Gl^{-2}\sigma ^{4}F(kG\sigma ^{2})]{\sqrt {-g}}d^{4}x\;,}
{\displaystyle S_{v}=-{K \over 32\pi G}\int [g^{\alpha \beta }g^{\mu \nu }U_{[\alpha ,\mu ]}U_{[\beta ,\nu ]}-2(\lambda /K)(g^{\mu }\nu U_{\mu }U_{n}u+1)]{\sqrt {-g}}d^{4}x\;,}
{\displaystyle S_{m}=\int L({\tilde {g}}_{\mu \nu },f^{\alpha },f_{|\mu }^{\alpha },\cdots ){\sqrt {-g}}d^{4}x\;,}
где по определению {\displaystyle h^{\alpha \beta }=g^{\alpha \beta }-U^{\alpha }U^{\beta }\;}, {\displaystyle l\;} — характерная длина, {\displaystyle k\;} и {\displaystyle K\;} — постоянные,
квадратные скобки вокруг индексов {\displaystyle U_{[\alpha ,\mu ]}\;} обозначают антисимметризацию, {\displaystyle \lambda \;} является лагранжевым множителем, {\displaystyle {\tilde {g}}^{\alpha \beta }=e^{2\phi }g^{\alpha \beta }+2U^{\alpha }U^{\beta }\operatorname {sh} (2\varphi )\;}, а {\displaystyle L\;} представляет собой лагранжиан, переведённый из плоского пространства-времени в произвольно искривлённое с метрикой {\displaystyle {\tilde {g}}^{\alpha \beta }\;}.
{\displaystyle F\;} вновь является произвольной функцией, и {\displaystyle F(\mu )=\textstyle {\frac {3}{4}}{\mu ^{2}(\mu -2)^{2} \over 1-\mu }\;}
была дана как пример функции, дающей правильное асимптотическое поведение; отметим, что при {\displaystyle \mu =1\;} эта функция является неопределённой.
Данные по статистике слабого гравитационного линзирования, опубликованные в 2010 году, противоречат исходной модели Бекенштейна, также она испытывает трудности при объяснении эффектов в сталкивающихся галактиках.

### Теории гравитацииМоффата
В 1995 году Моффат разработал неметрическую несимметричную теорию гравитации (НТГ). Утверждалось, что в ней отсутствуют горизонты чёрных дыр, но Бурко и Ори (1995) показали, что это не так и чёрные дыры могут существовать и в такой теории гравитации.
Позже Моффат утверждал, что его теория объясняет ротационные кривые галактик без привлечения «тёмной материи». Дамур, Дезер и Маккарти (1993) критиковали НТГ за неприемлемое асимптотическое поведение.
Математическое оформление теории не сложное, но запутанное, так что последующее представляет собой только краткий очерк. В теории вводится несимметричный тензор {\displaystyle g_{\mu \nu }\;} и лагранжева плотность делится на две части: гравитационную и материальную
{\displaystyle L=L_{R}+L_{M}\;,}
причём лагранжиан материи {\displaystyle L_{M}\;} имеет тот же вид, что и в ОТО, а
{\displaystyle L_{R}={\sqrt {-g}}[R(W)-2\lambda -\textstyle {\frac {1}{4}}\mu ^{2}g^{\mu \nu }g_{[\mu \nu ]}]-\textstyle {\frac {1}{6}}g^{\mu \nu }W_{\mu }W_{\nu }\;,}
где {\displaystyle R(W)\;} — член кривизны, аналогичный, но не тождественных скалярной кривизне ОТО, {\displaystyle \lambda \;} и
{\displaystyle \mu ^{2}\;} являются космологическими постоянными,
{\displaystyle g_{[\nu \mu ]}\;} — антисимметричная часть {\displaystyle g_{\nu \mu }\;,} а {\displaystyle W_{\mu }\;} — связность, получаемая специфическим рекурсивным образом.
В первом приближении {\displaystyle W_{\mu }\approx -2g_{[\mu \nu ]}^{,\nu }\;.}
Теория Моффата (2002), как утверждается её автором, является скалярно-тензорной биметрической теорией гравитации и одной из многих теорий, в которых скорость света в ранней Вселенной была выше. Эти теории вызваны к жизни, в частности, стремлением избежать «проблемы горизонта» без привлечения инфляции. Гравитационная постоянная {\displaystyle G\;} в этой теории переменна, кроме того, она пытается объяснить недостаток яркости сверхновых с точки зрения, не включающей ускорения расширения Вселенной, таким образом рискуя предсказать слишком малое время существования Вселенной.
В общем смысле эта теория выглядит неубедительно. Действие делится на гравитационную, скалярную и материальную части. Уравнения гравитационного и скалярного поля совпадают со стандартными уравнениями теории Бранса-Дикке с космологической постоянной и скалярным потенциалом, но в них входит метрика Минковского. Только материальный член использует неплоскую метрику, которая равна
{\displaystyle g_{\mu \nu }=\eta _{\mu \nu }+B\partial _{\mu }\varphi \partial _{\nu }\varphi \;,}
где {\displaystyle B\;} имеет размерность квадрата длины. Эта теория как минимум не проходит проверки на лоренц-инвариантность и отклонение света в гравитационном поле.
Метрическая теория с антисимметричным тензором (Моффат (2005a)) предсказывает ротационные кривые галактик без привлечения концепций «тёмной материи» или МОНД, и, как утверждается, может также успешно объяснять гравитационное линзирование в галактических скоплениях. Она имеет переменное {\displaystyle G\;}, возрастающее до конечного современного значения примерно через миллион лет после Большого Взрыва.
Эта теория содержит антисимметричное тензорное {\displaystyle A_{\mu \nu }\;} и векторное {\displaystyle J_{\mu }\;} поля. Действие включает 4 члена: гравитационный, полевой, взаимодействия и материальный
{\displaystyle S=S_{G}+S_{F}+S_{FM}+S_{M}\;.}
Члены гравитации и материи совпадают с таковыми в ОТО с космологической постоянной. Полевое действие и член взаимодействия антисимметричного поля с материей имеют вид:
{\displaystyle S_{F}=\int d^{4}x{\sqrt {-g}}(\textstyle {\frac {1}{12}}F_{\mu \nu \rho }F^{\mu \nu \rho }-\textstyle {\frac {1}{4}}\mu ^{2}A_{\mu \nu }A^{\mu \nu })\;,}
{\displaystyle S_{FM}=\int d^{4}x\epsilon ^{\alpha \beta \mu \nu }A_{\alpha \beta }\partial _{\mu }J_{\nu }\;,}
где
{\displaystyle F_{\mu \nu \rho }=\partial _{\mu }A_{\nu \rho }+\partial _{\rho }A_{\mu \nu }\;,}
а {\displaystyle \epsilon ^{\alpha \beta \mu \nu }\;} — символ Леви-Чивиты. Взаимодействие имеет паулиевский вид и калибровочно инвариантно для любого тока источника, который, в свою очередь, выглядит как материальное фермионное поле, связанное с барионным и лептонным числом.
Скалярно-тензорно-векторная теория гравитации Моффата (2005b) содержит тензорное, векторное {\displaystyle K_{\mu }} и три скалярных поля {\displaystyle G\;}, {\displaystyle \omega \;}, {\displaystyle \mu \;}, но её полевые уравнения довольно просты. Действие разбивается на гравитационую, векторную, скалярную и материальную части:
{\displaystyle S=S_{G}+S_{K}+S_{S}+S_{M}\;.}
{\displaystyle S_{G}\;} имеет стандартный вид, за исключением внесения под интеграл множителя {\displaystyle G\;.}
{\displaystyle S_{K}=-\int d^{4}x{\sqrt {-g}}\omega (\textstyle {\frac {1}{4}}B_{\mu \nu }B^{\mu \nu }+V(K))\;,}
где {\displaystyle B_{\mu \nu }=\partial _{\mu }K_{\nu }-\partial _{\nu }K_{\mu }\;,}
{\displaystyle S_{S}=-\int d^{4}x{\sqrt {-g}}({1 \over G^{3}}({\frac {1}{2}}g^{\mu \nu }\nabla _{\mu }G\nabla _{\nu }G-V(G))+}
{\displaystyle {\quad ^{}}+{1 \over G}({\frac {1}{2}}g^{\mu \nu }\nabla _{\mu }\omega \nabla _{\nu }\omega -V(\omega ))+}
{\displaystyle {\quad ^{}}+{1 \over \mu ^{2}G}({\frac {1}{2}}g^{\mu \nu }\nabla _{\mu }\mu \nabla _{\nu }\mu -V(\mu )))\;.}
Потенциал для векторного поля выбирается в следующем виде:
{\displaystyle V(K)=-\textstyle {\frac {1}{2}}\mu ^{2}\varphi ^{\mu }\phi _{\mu }-\textstyle {\frac {1}{4}}g(\varphi ^{\mu }\varphi _{\mu })^{2}\;,}
где {\displaystyle g\;} — константа связи. Потенциальные функции скалярных полей не конкретизировались.